# Иоганн I (маркграф Бранденбурга)

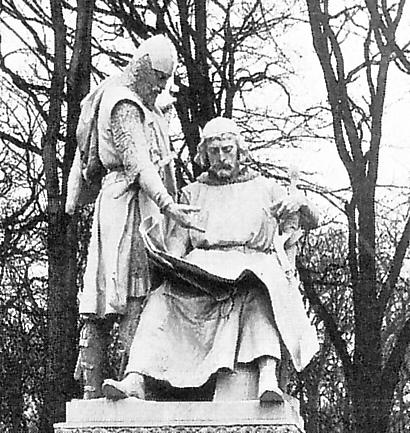
Иоанн I и Оттон III. Памятник на аллее Победы в Берлине. 1900

Иоганн I (нем. Johann I.; ок. 1213 — 4 апреля 1266) — маркграф Бранденбурга из рода Асканиев, старший сын маркграфа Бранденбурга Альбрехта II и Матильды Гройчской (1185—1225), дочери графа Конрада II Гройчского из рода Веттинов. С 1220 года и до своей смерти управлял Бранденбургской маркой вместе со своим братом Оттоном III Благочестивым.
Время правления двух асканийских маркграфов ознаменовалось для Бранденбурга крупными территориальными приобретениями на востоке. Братья последовательно укрепляли положение Бранденбурга в составе Священной Римской империи, и в 1256 году Оттон даже стал кандидатом на имперский трон. Иоанн и Оттон основали несколько городов, уделив особое внимание развитию городов Кёльн и Берлин, из которых впоследствии образовалась столица Германии.
Братья заранее разрешили вопрос наследства, разделив его на две линии — Иоганновскую и Оттоновскую, которые вновь объединились в 1317 году при Вальдемаре, внуке Иоганна I, после смерти последнего представителя Оттоновской линии.

## Семья
Иоанн был женат дважды.
- В 1230 году женился на Софии (1217—1247), дочери короля Дании Вальдемара II из Эстридсенов. Дети:
  - Иоганн II (1237(?) — 1281), соправитель, маркграф Бранденбурга
  - Оттон IV Со Стрелой (ок. 1238—1308), маркграф Бранденбурга
  - Эрих (ок. 1242—1295), архиепископ магдебургский в 1283—1295 годах
  - Конрад I (ок. 1240—1304), соправитель, маркграф Бранденбурга, отец последнего правителя Бранденбурга из рода Асканиев, маркграфа Вальдемара
  - Елена (1241/42 −1304), с 1258 года замужем за маркграфом Дитрихом Ландсбергским, (1242—1285)
  - Герман (?-1291), с 1290 года епископ Хафельберга
- В 1255 году женился на Ютте (Бригитте) (? − 1266), дочери герцога Альбрехта I Саксонского. Дети:
  - Агнеса (после 1255—1304), с 1273 года замужем за королём Дании Эриком V (1249—1286), с 1293 года — за Герхардом II Гольштейн-Плёнским (1254—1312), в 1290—1312 годах графом Гольштейн-Плёна
  - Генрих I Безземельный (1256—1318), маркграф Ландсберга
  - Мехтильда (?-до 1209), замужем за герцогом Померании Богиславом IV (1258—1309)
  - Альбрехт (ок. 1258—1290)